# Pedònom
El pedònom (en grec antic παιδονόμος) era un magistrat d'Esparta i en alguns altres estats d'origen dòric, que tenia encarregada la direcció general de l'educació dels joves, encara que sembla que no anava més enllà de la preocupació per l'entrenament físic.
Era un ofici considerat molt honorable i el pedònom era elegit sempre entre els ciutadans nobles. Controlava la disciplina i la conducta moral dels nois a partir dels set anys i havia de castigar els que havien estat negligents o desobedients. Als que es mostraven refractaris se'ls portava davant els èfors. La inspecció més immediata dels exercicis gimnàstics corresponia a uns altres magistrats anomenats Bidei.